# 蔡茂寅
蔡茂寅，台灣法律學者，省立嘉義高級中學、台灣大學法律學系畢業，日本名古屋大學法學博士。其專長為行政法、財政法、地方制度法。曾任淡江大學公共行政系教授等職，現任台灣大學法律學院教授、中央健保局顧問、內政部法規會委員。

## 經歷
蔡茂寅留學日本8年，深諳日本行政法體系，因而常兼任政府機構與公營事業之職務。蔡氏對於當今行政法之通說多有批評，且近年專研財政法有成，因而堅持財政法應置於公法，而非民法研究領域。蔡氏與林明鏘、李建良、周志宏合著有《行政程序法實用》。

## 弊案
2007年7月12日因為涉及長生公司機場捷運案擔任白手套暗中出資成立人頭公司忠榮興業以收取長生公司所支付的「諮詢費」共兩億兩千萬，而遭到檢方約談，偵訊後改列被告並被裁定以五十萬元交保及限制出境，震驚法界與政界。台北地院判處蔡茂寅三個月刑期，得緩刑兩年。
蔡氏另涉及為浮報差旅費而偽造文書案，起因為其出差並未一一紀錄差旅費，竟為了方便請款，在2005年授權徐姓女助理使用其他助理的私章，偽造出差紀錄冒領差旅費3萬多元，後經士林地檢署以偽造文書罪給予蔡茂寅和徐女緩起訴處分，期間為1年，兩人各須支付5萬元緩起訴金。

## 外部連結
- 台大法律學院關於蔡茂寅的介紹